# UNESCO-IHE

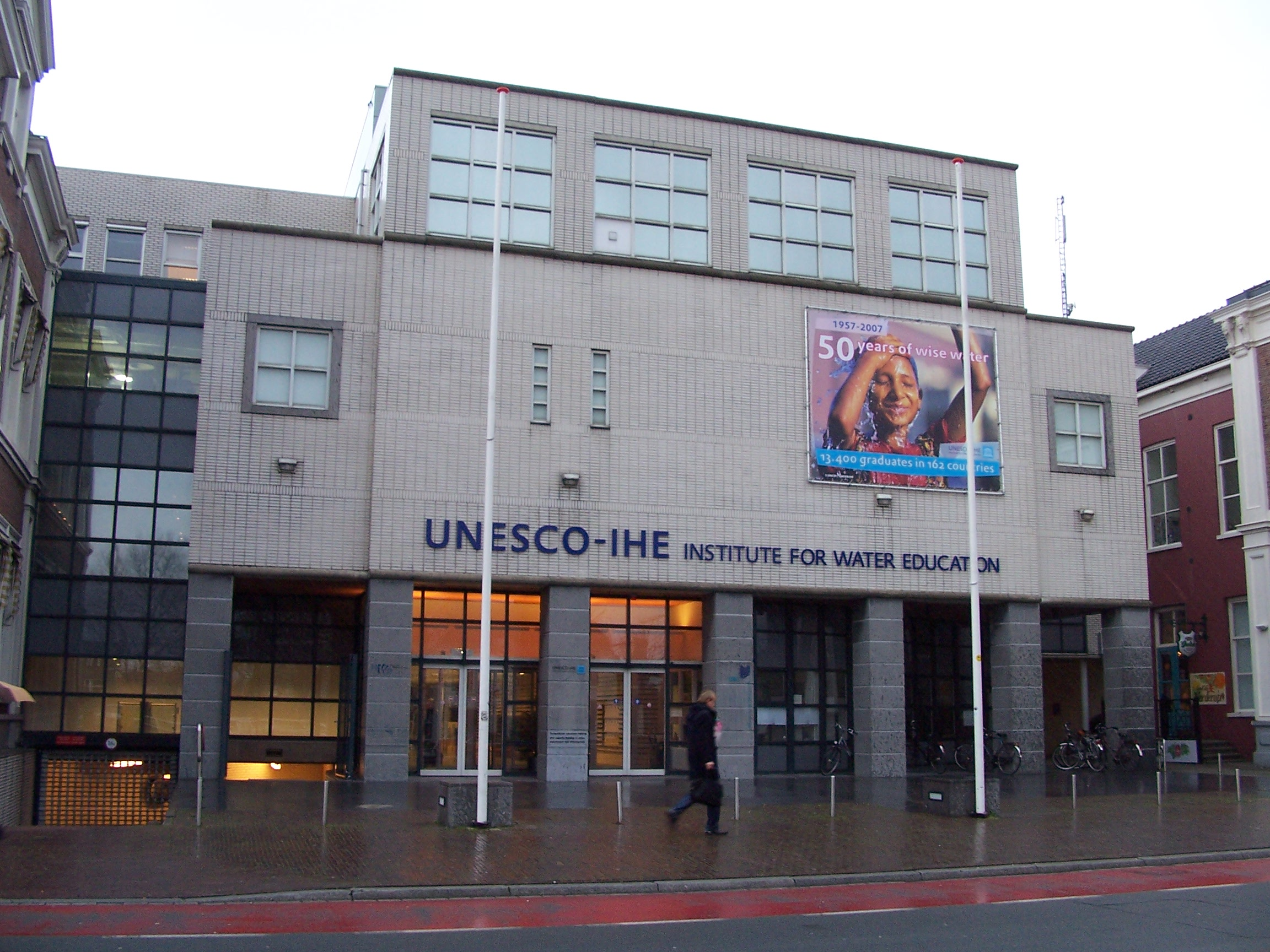
Sediul Unesco IHE în Delft.

Institutul UNESCO pentru Învățământ în Domeniul Apei (engleză UNESCO Institute for Water Education, prescurtat UNESCO-IHE) este un institut internațional bazat pe știința apei, care a fost creat în anul 2003, ca o continuare a Institutului de Inginerie Hidraulică (engleză Institute for Hydraulic Engineering). IHE are bazele în Cursul International în Inginerie Hidraulică fondat în 1957. Acest nume a fost schimbat în 1976 în Institutul Internațional pentru Inginerie Hidraulică și de Mediu.
UNESCO-IHE este localizat în orașul Delft, Olanda și este proprietatea tuturor statelor membre UNESCO. Este consacrat ca un institut de prima clasă, fiind deținut de UNESCO și Guvernul Olandei.
Institutul este operat totalmente din fonduri extrabugetare și reprezintă un model nou și unic în cadrul UNESCO, ceea ce implicit necesită o abordare inovativă și de antreprenoriat de a-și asigura fondurile. Institutul este cel mai mare institut de facilitare a învățământului în domeniul apei, din lume, și singurul în sistemul Națiunilor Unite autorizat sa acorde diploma/titlul de Master în științe, în domeniul apei.
UNESCO-IHE este instrumentul de consolidare a eforturilor altor universități și centre de cercetare de a mări cunoștințele și priceperea profesioniștilor care lucrează în sectorul apelor. Statele membre ale UNESCO vor avea acces către cunoștințele și serviciile institutului în capacitatea de construire instituțională și socială, care este vitală în realizarea Scopurilor de Dezvoltare a Mileniului , Implementarea Planului de la Johannesburg, (Agenda 21 ) și în realizarea altor obiective globale în relația cu apa.
Funcțiile UNESCO-IHE sunt definite ca și:
- Joacă rolul de lider în standardele internaționale în ceea ce privește programele postuniversitare ale științei apei și în educarea profesională;
- Prevede servicii creatoare de idei, în special în țările în curs de dezvoltare;
- Oferă programe de educare, antrenare și cercetare;
- Înființează și gestionează rețele de educare, institute ale apei și organizații în lumea întreagă;
- Servește ca și un “forum politic” pentru statele membre UNESCO și alți acționari; și
- Furnizează expertiză și sfaturi despre știința apei.

De la întemeierea în 1957, IHE este știut ca asigurând peste 13.500 de profesioniști în educația postuniversitară (ingineri și oameni de știință), aproape în toate țările în curs de dezvoltare, 160 de țări. De asemenea, institutul a licențiat mai mult de 50 de doctori și în continuare execută numeroase proiecte de cercetare în întreaga lume.

## UNESCO - domeniul apei
Activitatea UNESCO în domeniul apei se bazează pe trei piloni. Ca principal pilon, la baza acestei activității, se afla, de multă vreme, Programul Internațional Hidrologic IHP, în colaborare cu instituții academice și de specialitate, comitetul național al IHP, și guvernele a celor 190 de state membre UNESCO .
Cel de-al doilea pilon este UNESCO-IHE ca parte integrală a UNESCO, și de asemenea cele 10 centre regionale și internaționale asociate din întreaga lume.
Cel de-al treilea pilon este Programul Mondial pentru Evaluarea Apei (WWAP), un sistem de 26 de organizații ale Națiunilor Unite. Acest program UN WWAP, găzduit de UNESCO, a publicat în 2003 Raportul Mondial de Dezvoltare a Apei, prima evaluare globală a resurselor de apă. Un al doilea raport de acest gen a fost emis în 2006.